# هربرت جاي راي
هربرت جاي راي (بالإنجليزية: Herbert J. Ray)‏ هو ضابط أمريكي، ولد في 1 فبراير 1893 في ميلواكي في الولايات المتحدة، وتوفي في 3 ديسمبر 1970 في Beale Air Force Base ‏ في الولايات المتحدة.